# FCエレバン
FCエレバン（FC Yerevan (アルメニア語: Ֆուտբոլային Ակումբ Երեւան – Futbolayin Akumb Yerevan)）は、アルメニアのエレバンをホームタウンとしていたサッカークラブである。

## 歴史
1995年に創設された。
1995-96シーズンと1996-97シーズンにプレミアリーグで3位になり、1997年に初優勝を飾った。第6節で前年度王者のFCピュニク・エレバンを3-1で破り、優勝が決定した最終節でもピュニク・エレバンに1-0で勝利した。UEFAチャンピオンズリーグ 1998-99ではHJKヘルシンキと対戦したが、2試合合計スコア0-5で敗れた。
1998年はプレミアリーグで3位になり、アルメニア・カップで準優勝した。
1999年は9チーム中5位に終わり、初めてトップ3圏外になった。1990年代のアルメニアにおける強豪クラブの1つであったが、シーズン終了後に解散した。
2018-19シーズンにファーストリーグに参加することが発表され、2018年8月6日に行われた第1節でFCバナンツ-3と対戦した。

## タイトル
- アルメニア・プレミアリーグ：1回
  - 1997

## 過去の成績
| シーズン | リーグ         | 順位 | 試 | 勝 | 分 | 敗 | 得 | 失 | 差  | 点 |
| -------- | -------------- | ---- | -- | -- | -- | -- | -- | -- | --- | -- |
| 1995-96  | プレミアリーグ | 3位  | 22 | 13 | 5  | 4  | 43 | 24 | +19 | 44 |
| 1996-97  | プレミアリーグ | 3位  | 22 | 16 | 2  | 4  | 58 | 24 | +34 | 50 |
| 1997     | プレミアリーグ | 1位  | 18 | 13 | 4  | 1  | 41 | 10 | +31 | 43 |
| 1998     | プレミアリーグ | 3位  | 26 | 15 | 3  | 8  | 47 | 30 | +17 | 48 |
| 1999     | プレミアリーグ | 5位  | 32 | 15 | 6  | 11 | 60 | 43 | +17 | 51 |

## 欧州の成績
| シーズン  | 大会                     | ラウンド  | 対戦相手             | ホーム | アウェー | 合計 |  |
| --------- | ------------------------ | --------- | -------------------- | ------ | -------- | ---- |  |
| 1997-98   | UEFAカップ               | 予選1回戦 | ドニプロ             | 0-2    | 1-6      | 1-8  |  |
| 1998-99   | UEFAチャンピオンズリーグ | 予選1回戦 | HJK                  | 0-3    | 0-2      | 0-5  |  |
| 1999-2000 | UEFAカップ               | 予選      | ハポエル・テルアビブ | 0-2    | 1-2      | 1-4  |  |